# 蒙特蘇馬 (新墨西哥州)
蒙特蘇馬（英語：Montezuma）是位於美國新墨西哥州聖米格爾縣的非建制地區。

## 歷史
蒙特蘇馬的郵局自1924年營運至今。

## 地理
蒙特蘇馬所處的海拔為高於海平面2048米（即6719英呎），而該地所採用的時區為UTC-7，即北美山地时区（MST）。同時該地設有夏令時間，為UTC-7調快一小時，即UTC-6（MDT）。